# TTSG Niedereschach
Die Twirling-Tanzsport-Gruppe Niedereschach ist ein Sportverein aus Niedereschach.
1986 wurde der Verein in der Gemeinde Niedereschach gegründet und zählt zu den besten Vereinen des Deutschen Twirling-Sport-Verbands (D.T.S.V.). Sportler des Vereins wurden schon mehrfach als beste Freestyler des Jahres ausgezeichnet.
Die Sportlerinnen des Vereines nehmen regelmäßig an Deutschen-, Europa- sowie Weltmeisterschaften und anderen internationalen Turnieren teil.

## Erfolge

Der Verein (2020)

### International
- 3. Platz WBTF International Cup 2019 2-Baton Level A Junior: Luisa Weiss
- 4. Platz WBTF European Cup 2018 Solo Elite Junior: Nele Epperlein
- 1. Platz WBTF European Cup 2018 2-Baton Level B Junior: Luisa Weiss
- 3. Platz WBTF International Cup 2017 Solo Level A Junior: Nele Epperlein
- 4. Platz WBTF European Championship 2017 Pair Junior: Sophia Sauter / Nele Epperlein

### National

#### 2019
- Deutsche Meisterschaft Freestyle Senioren  Nele Epperlein[4]
- Deutsche Meisterschaft Freestyle Junioren Platz 1: Luisa Weiß  und Platz 3: Jana Schnabel
- Deutsche Meisterschaft  Duo Junioren Luisa Weiß/ Jana Schnabel

#### 2018
- Deutsche Meisterschaft Freestyle Senioren  Laura Epperlein[5]
- Deutsche Meisterschaft Freestyle Junioren Sophia Sauter
- Deutsche Meisterschaft  Duo Junioren Nele Epperlein/Sophia Sauter
- Deutsche Meisterschaft Team Junioren